# 臺中姬石蛾
臺中姬石蛾（学名：Hydroptila taichungensis）为姬石蛾科姬石蛾屬下的一个种。